# Mariä Himmelfahrt (Gundelfingen an der Donau)

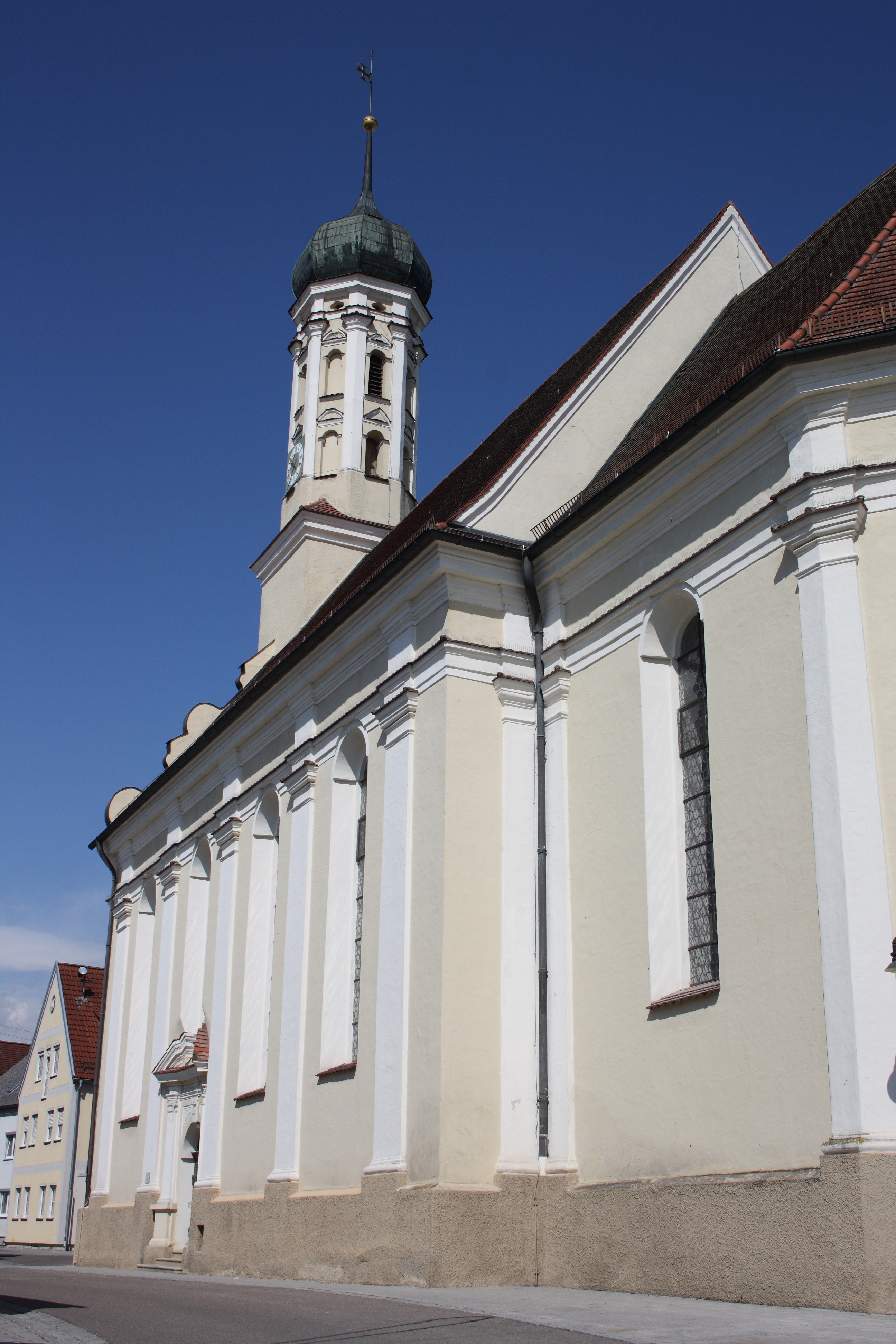
Mariä Himmelfahrt in Gundelfingen an der Donau

Die römisch-katholische Spitalkirche Mariä Himmelfahrt steht in Gundelfingen an der Donau, einer Stadt im schwäbischen Landkreis Dillingen an der Donau von Bayern. Das Bauwerk ist in der Liste der Baudenkmäler in Gundelfingen an der Donau als Baudenkmal unter der Nr. D-7-73-136-41 eingetragen.

## Beschreibung
Die Saalkirche wurde 1720–1722 anstelle der gotischen Spitalkirche des ehemaligen Hospitals von 1418, heute ein Altenheim und Pflegeheim, erbaut. Sie besteht aus einem Langhaus, einem eingezogenen, dreiseitig geschlossenen Chor im Osten, die mit Pilastern gegliedert sind, und einem Fassadenturm auf quadratischem Grundriss im Westen vor dem Volutengiebel. Er wurde mit einem achteckigen, mit Pilastern an den Ecken verziertem Geschoss aufgestockt, das die Turmuhr und den Glockenstuhl beherbergt, und mit einer Zwiebelhaube bedeckt. Der Innenraum des Langhauses ist mit einem Stichkappengewölbe überspannt. Über dem Chorbogen befindet sich das Wappen von Alexander Sigismund von der Pfalz. Zur Kirchenausstattung gehört ein um 1680 gebauter Hochaltar, der beidseitig von zwei Säulen flankiert wird. Das Altarretabel besteht aus einer Kopie der Mariä Himmelfahrt, die Guido Reni für die Chiesa del Gesù gemalt hat.